# Diphucephala smaragdula
Diphucephala smaragdula är en skalbaggsart som beskrevs av Jean Baptiste Boisduval 1835. Diphucephala smaragdula ingår i släktet Diphucephala och familjen Melolonthidae. Inga underarter finns listade i Catalogue of Life.